# 10867 Lima
A 10867 Lima (ideiglenes jelöléssel 1996 NX4) a Naprendszer kisbolygóövében található aszteroida. Eric Walter Elst fedezte fel 1996. július 14-én.
Nevét Lima városról, Peru fővárosáról kapta. (Az ország nevét viseli a 10866 Peru.)